# Melanie Wood
Melanie Matchett Wood (Indianápolis, 1981) é uma matemática estadunidense.
Em 2018, ela recebeu o Prêmio AWM-Microsoft de Pesquisa em Álgebra e Teoria de Números da Association for Women in Mathematics.
Para o Congresso Internacional de Matemáticos de 2022 em São Petersburgo está listada como palestrante convidada.

## Publicações selecionadas
- Wood, Melanie (2003). «P-orderings: a metric viewpoint and the non-existence of simultaneous orderings». Journal of Number Theory. 99 (1): 36–56. MR 1957243. doi:10.1016/S0022-314X(02)00056-2